# 森田步美
森田步美（1990年3月11日—）是一名职业女子网球运动员。

## 生平
1990年出生于日本太田市，她身高1米63，体重55公斤，以右手持拍，反手则以双手击球。她在WTA世界女子单打选手中的排名最高曾达到第40，而最高双打排名则为第65。
2008年9月16日，參加泛太平洋公開賽，擊敗世界第19位扎维·阿格妮斯

## 外部連結
- 森田步美的国际女子网球协会官方資料（英文）
- 森田步美的國際網球總會 職業／青少年 官方資料（英文）
- Fed Cup - Player profile - Ayumi MORITA (JPN) （页面存档备份，存于）
- プレーヤー:森田 あゆみ - 日本テニス協会公式サイト（日語）